# Jules y Jim
Jules y Jim (título original en francés: Jules et Jim) es una película francesa de 1962 dirigida por François Truffaut, forma parte importante del movimiento cinematográfico denominado Nouvelle vague. Está basada en la novela homónima de Henri-Pierre Roché. Actúan Jeanne Moreau como Catherine, Oskar Werner y Henri Serre como Jules y Jim.
La película ocupó el puesto 46 en la lista "Las 100 mejores películas del cine mundial" de la revista Empire en 2010. La banda sonora de Georges Delerue fue nombrada como una de las "10 mejores bandas sonoras" por la revista Time en su lista "Las 100 películas de todos los tiempos".

## Argumento
La historia se desarrolla antes, durante y después de la I Guerra Mundial tomando como personajes a dos amigos, uno austriaco y otro francés, Jules y Jim, quienes conocen a Catherine (Jeanne Moreau), una peculiar mujer  de la cual ambos se enamoran. Surge así un trío amoroso que termina en tragedia.

## Comentarios
Un detalle a tener en cuenta es que el argumento en sí está basado en hechos reales. El personaje de Catherine está inspirado en Helen Grunt, mujer alemana que al viajar a París conoció a Franz Hessel y a su amigo Henri-Pierre Roché, dos artistas de la literatura. Se casó con Franz mientras le era infiel con su amante Henri-Pierre Roché, autor del libro en el que se basa Truffaut.
Recientemente, Marie-Françoise Peteuil ha publicado un libro (Helen Hessel: la mujer que amó a Jules y Jim) que relata la verdadera historia de este relato de amor, infidelidad, traición y libertad.